# Subscription box
Předplatné boxy (anglicky subscription box) jsou opakující se dodávky specializovaných produktů, jako součást marketingové strategie a způsob distribuce výrobků. Předplatné boxy jsou často také v online marketingu označovány zkratkou „subcom“ (tedy subscription-commerce). Zaměřují se na širokou škálu zákazníků a uspokojují různé specifické potřeby a zájmy. Odhaduje se, že jen ve Spojených státech existuje 400 až 600 různých druhů předplatných boxů. Předplatné se liší jak cenou, tak frekvencí, díky čemuž jsou přístupnější většímu okruhu zákazníků s různým sociálně-ekonomickým zázemím. Cena předplatného boxu má tendenci se pohybovat od 200 do 2 000 Kč.
První předplatné boxy se začaly objevovat v letech 2004–2005. Jedním z prvních byl The Sampler, který nabízel předplatné boxy s vzorky produktů od nezávislých umělců, řemeslníků a obchodů. V ČR prvním boxem byly beaty boxy od společnosti LadyBox v roce 2013. V subscription modelu pak pokračovali podniky Senzabox, Greatbox, Prodeti.cz nebo Wine Story. V roce 2014 došlo v odvětví k úpadku. Momentálně fungují v ČR boxy BeatyBox, Dogsie, Mixit, Notino Box a další. 
Ve světě nejpopulárnějším hráčem je BirchBox. Vznikl v roce 2010 v USA a poznamenal začátek popularity tohoto modelu. V roce 2014 byla hodnota spolčnosti BirchBox oceněna na částku 485 milionů dolarů. V Birchbox předplatném odběratel najde několik vzorků kosmetických produktů, které později může zakoupit na Birchbox e-shopu ve standardní velikosti. 
S růstem popularity subscription boxů začaly být populární také tzv. „unboxing experience“ videa na YouTube. Ta spočívají v rozbalení balíků před kamerou.